# Ядзевич, Нийоле Мечиславовна
Нийоле Мечиславовна Ядзевич (в браке Добычина; 25 марта 1971, Вильнюс) — советская и российская футболистка, нападающая. Выступала за калужские клубы «Калужанка» и «Анненки».

## Биография
Родилась 25 марта 1971 года в Вильнюсе.
В 1991 году вышла замуж, сменив фамилию с Ядзевич на Добычину. С 2000 года вновь выступает под девичьей фамилией Ядзевич.
В 2018 году принимала участие в Кубке губернатора Калужской области по лыжным гонкам.
Ныне тренер МКУ «Спортивная школа Дзержинского района», где работает с девочками-футболистками.
Есть сестра Елена.

## Карьера
В 1987 году начала карьеру в вильнюском «Жальгирисе».
В 1989 году перешла в вильнюскую «Руту».
С 1991 года выступала за «Калужанку».
- 22 июля 1991 забила 100-й гол «Калужанки» в ворота «Командора» (Фрязино) (счет 5:0).
- 14 августа 1995 забила 200-й гол «Калужанки» в ворота «Идель» (Уфа) (счет 5:0).

В 1992 году дебютировала в сборной России.

## Достижения
Командные
- В 2001 году в составе сборной России по футзалу (AMF) стала чемпионкой Европы[5].
- Бронзовый призёр Чемпионата России: 1994

Личные
- Лучший бомбардир «Калужанка» (Калуга):
  - за все время выступлений — 49 мячей
  - за сезон (1992, первая лига) — 23 мяча
- По итогам сезонов входила в список «33 лучших футболистки чемпионата России» (2): 1992[6] и 1994[7]
- В составе сборной России участвовала в первых двух матчах (дома и в гостях) стадии 1/4 финала (высшее достижение сборной России) чемпионата Европы 1993 года

## Клубная статистика
| Выступление      | Выступление      | Выступление      | Лига | Лига | Кубок | Кубок | Итого | Итого |
| Клуб             | Лига             | Сезон            | Игры | Голы | Игры  | Голы  | Игры  | Голы  |
| ---------------- | ---------------- | ---------------- | ---- | ---- | ----- | ----- | ----- | ----- |
| Калужанка        | вторая           | 1991             | 9    | 13   | 0     | 0     | 9     | 13    |
| Калужанка        | первая           | 1992             | 23   | 23   | 0     | 0     | 23    | 23    |
| Калужанка        | высшая           | 1993             | 19   | 0    | 0     | 0     | 19    | 0     |
| Калужанка        | высшая           | 1994             | 19   | 6    | 0     | 0     | 19    | 6     |
| Калужанка        | высшая           | 1995             | 22   | 7    | 3     | 0     | 25    | 7     |
| Калужанка        | высшая           | 1999             | 1    | 0    | 0     | 0     | 1     | 0     |
| Калужанка        | Итого            | Итого            | 93   | 49   | 3     | 0     | 96    | 49    |
| Анненки          | высшая           | 2003             | 12   | 0    | 0     | 0     | 12    | 0     |
| Анненки          | Итого            | Итого            | 12   | 0    | 0     | 0     | 12    | 0     |
| Всего за карьеру | Всего за карьеру | Всего за карьеру | 105  | 49   | 3     | 0     | 108   | 49    |